# Fluitazione

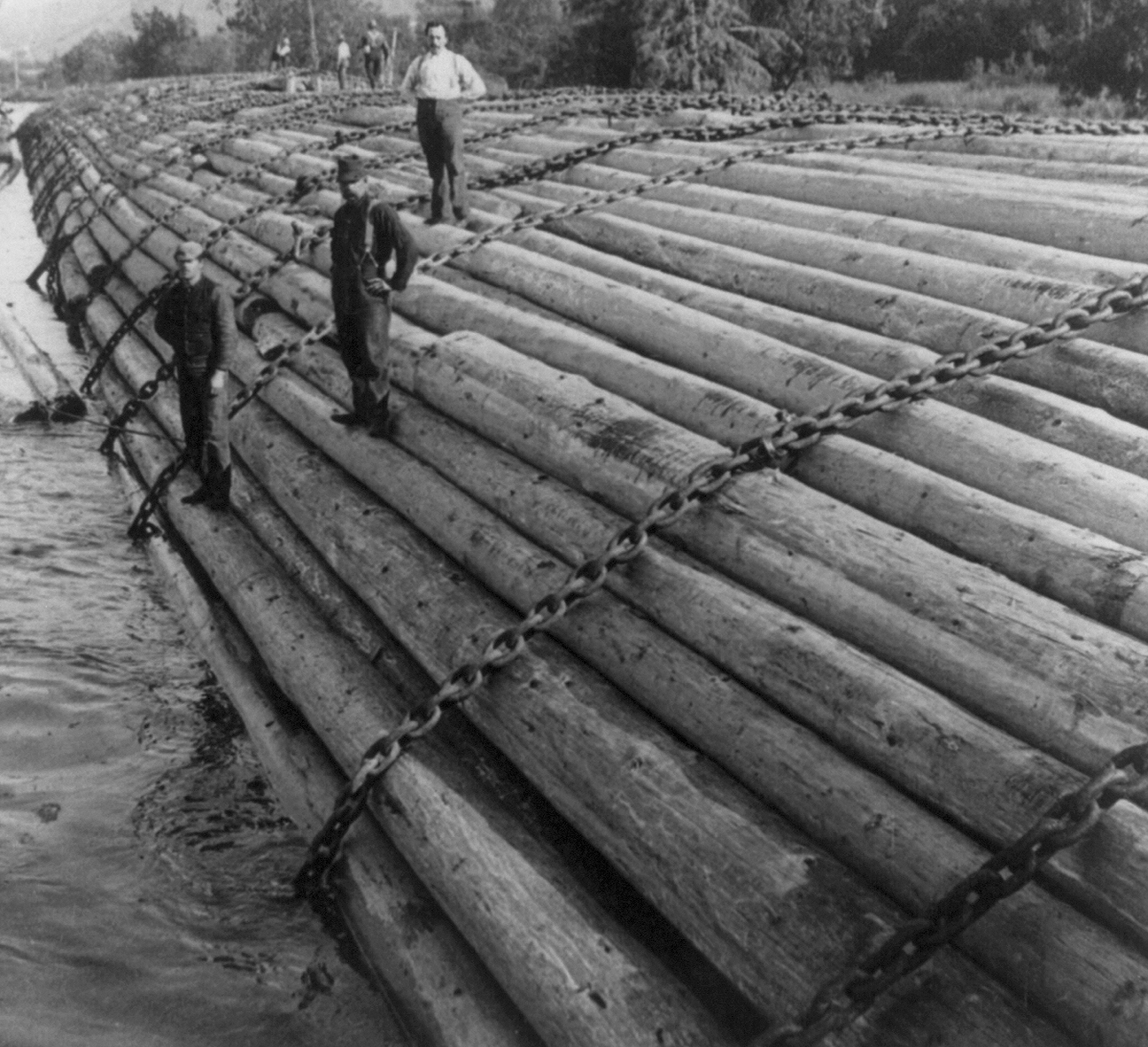
Una massiccia zattera di tronchi nel Columbia River (Canada, anno 1902), contenente l'intera produzione annua di un campo.

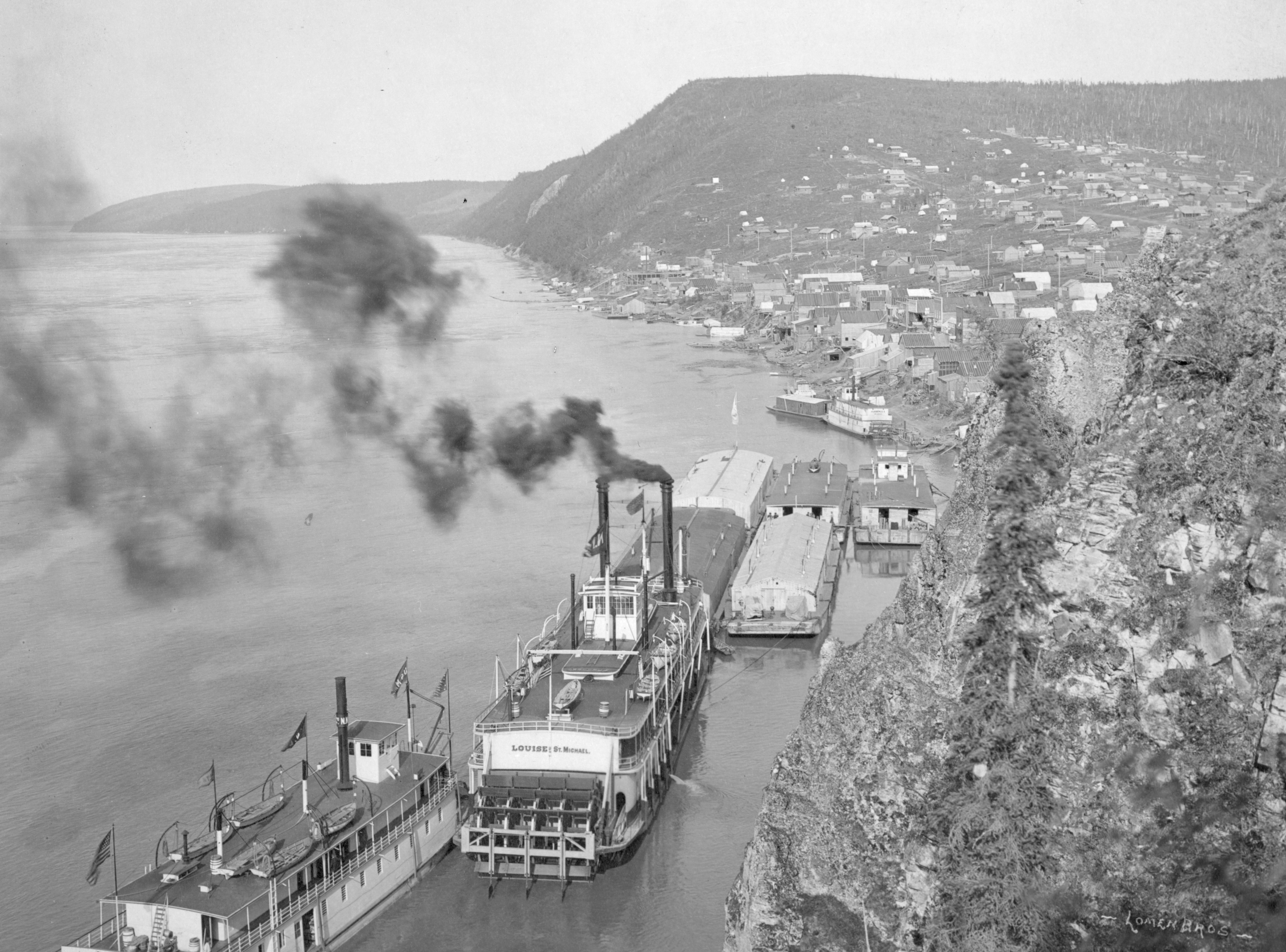
Battelli fluviali sul fiume Yukon, a Ruby, Alaska

La fluitazione è il trasporto lungo i fiumi di legname . 

## Storia
Probabilmente è stato un tronco caduto o fatto cadere in acqua il primo mezzo di trasporto, durante la preistoria, e solo successivamente si è intuito la grande potenzialità di questa soluzione per spostare merci anche pesanti da un luogo all'altro. In Italia, ad esempio, nel periodo della Civiltà nuragica, in Sardegna, veniva sfruttato l'unico fiume navigabile della zona, il Temo, e l'area oggi conserva numerose domus de janas e nuraghi. L'intero corso dell'Adige inoltre testimonia una intensa attività sulle sue rive, sin da prima dell'inizio della dominazione romana. Lo stesso dicasi per il Tevere, che ha influenzato la nascita del più grande impero europeo dell'evo antico.

## La fluitazione ed il trasporto fluviale come risorsa economica

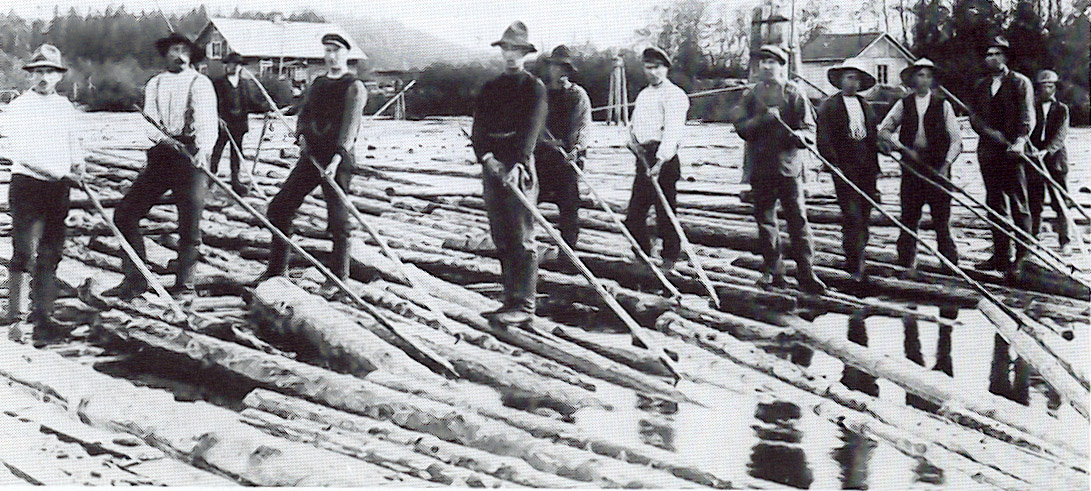
Lavoratori sul fiume Klarälven, in Svezia

La fluitazione è una tecnica di trasporto del legname che si avvale della forza della corrente di fiumi e torrenti, diffusa sin dal Medioevo e in uso intensivo sino al XIX secolo.
In inglese la tecnica è chiamata log driving, mentre in francese è detta flottage du bois.
Il legname viene marcato con il simbolo del produttore e fatto scendere a valle, quasi sempre sotto forma di zattere, lungo il corso d'acqua per essere fermato e raccolto a destinazione.
In epoche passate la discesa del materiale veniva aiutata dagli zattieri, a cui spettava il compito di guidarne la discesa. Si trattava di un lavoro piuttosto pericoloso, che metteva a repentaglio la vita e che è sparito con l'avvento del trasporto del legname su ruota gommata o ferrata.